# سومرست (برمودا)
سومرست هي قرية منطقة فردية في أقصى شمال جزيرة سومرست في أبرشية سانديز في برمودا.